# Dongjak-gu
Dongjak-gu es uno de los 25 distritos (gu) de Seúl, Corea del Sur. Situándose al sur del río Han se divide en 20 dongs. 
Su nombre proviene del Ferry Dongjaegi Naruteo, situado sobre el río Han. Fue el 17º gu de Seúl, creado tras separarse de Gwanak-gu el 1 de abril de 1980.

## Divisiones administrativas
Dongjak-gu se encuentra dividido en 20 dongs:
| - Bon-dong - Daebang-dong - Dongjak-dong - Heukseok-dong 1, 2, 3 | - Noryangjin-dong 1, 2 - Sadang-dong 1, 2, 3, 4, 5 - Sangdo-dong 1, 2, 3, 4, 5 - Sindaebang-dong 1, 2 |

## Símbolos
El símbolo de Dongjak-gu es la Garza blanca. 

## Lugarés de interés
En Dongjak-gu se encuentran las universidades de Chongshin, de Chung-Ang y la Universidad de Soongsil.
Así también se puede encontrar el Cementerio nacional de Seúl en Dongjak-dong. Otro lugar destacable del el mercado de pescado de Noryangjin, donde casi la mitad del pescado consumido en la ciudad es vendido.

## Comunicaciones

### Ferroviarias
- KORAIL

- Línea 1

(Yeongdeungpo-gu) ← Daebang — Noryangjin → (Yongsan-gu)
- Metro de Seúl

- Línea 2 Euljiro Línea Circular (Circle Line)

(Seocho-gu) ← Sadang → (Gwanak-gu) ← Sindaebang → (Guro-gu)
- Línea 4

(Yongsan-gu) ← Dongjak — Isu — Sadang (Metro de Seúl) → (Seocho-gu)
- Seoul Metropolitan Rapid Transit Corporation

- Línea 7

(Seocho-gu) ← Isu — Namseong — Soongsil University — Sangdo — Jangseungbaegi — Sindaebangsamgeori — Boramae → (Yeongdeungpo-gu)

## Hermanamientos
- Surrey, Columbia Británica, Canadá
- Pinggu, China
- Dunhua, Jilin, China
- Bayankhongor, Mongolia